# Alice Annum
Alice Annum (ur. 20 października 1948 w Akrze) – ghańska lekkoatletka, sprinterka i skoczkini w dal, trzykrotna olimpijka.

## Kariera sportowa
Była pierwszą olimpijką reprezentującą Ghanę. Na igrzyskach olimpijskich w 1964 w Tokio odpadła w kwalifikacjach skoku w dal. Zwyciężyła w tej konkurencji na igrzyskach afrykańskich w 1965 w Brazzaville, a w sztafecie 4 × 100 metrów zdobyła srebrny medal. Na igrzyskach Imperium Brytyjskiego i Wspólnoty Brytyjskiej w 1966 w Kingston zajęła 11. miejsce w skoku w dal i odpadła w eliminacjach biegu na 100 jardów. Odpadła w eliminacjach biegu na 200 metrów i skoku w dal na igrzyskach olimpijskich w 1968 w Meksyku.
Zdobyła srebrne medale w biegu na 100 metrów (za Raelene Boyle z Australii, a przed inną Australijką Marion Hoffman) oraz w biegu na 200 metrów (za Boyle, a przed Margaret Critchley z Anglii), a także zajęła 11. miejsce w skoku w dal na igrzyskach Brytyjskiej Wspólnoty Narodów w 1970 w Edynburgu. Na swych trzecich igrzyskach olimpijskich w 1972 w Monachium zajęła 6. miejsce w finale biegu na 100 metrów i 7. miejsce w biegu na 200 metrów. Zwyciężyła w na obu tych dystansach oraz w sztafecie 4 × 100 metrów na igrzyskach afrykańskich w 1973 w Lagos. Na igrzyskach Brytyjskiej Wspólnoty Narodów w 1974 w Christchurch zdobyła brązowe medale w biegu na 200 metrów (za Australijkami Boyle i Denise Robertson) i w sztafecie 4 × 100 metrów (w składzie: Annum, Hannah Afriyie, Josephine Ocran i Rose Asiedua), a także zajęła 4. miejsce w biegu na 100 metrów i 7. miejsce w sztafecie 4 × 400 metrów.

## Rekordy życiowe
Rekordy życiowe Annum:
- bieg na 100 metrów – 11,1 s (11 września 1971, Bonn)
- bieg na 200 metrów – 22,89 s (7 września 1972, Monachium)
- skok w dal – 6,30 m (1972)